# 대한민국 민법 제502조
대한민국 민법 제502조는 채권자변경으로 인한 경개에 대한 민법 채권법 조문이다.

## 조문
제502조(채권자변경으로 인한 경개) 채권자의 변경으로 인한 경개는 확정일자있는 증서로 하지 아니하면 이로써 제삼자에게 대항하지 못한다.

第502條(債權者變更으로 因한 更改) 債權者의 變更으로 因한 更改는 確定日字있는 證書로 하지 아니하면 이로써 第三者에게 對抗하지 못한다.

## 참고 문헌
- 오현수, 일본민법, 진원사, 2014. ISBN 9788963463452
- 오세경, 대법전, 법전출판사, 2014 ISBN 9788926210277
- 이준현 , LOGOS 민법 조문판례집, 미래가치, 2015. ISBN 9791155020869

## 같이 보기
- 경개